# Distribució variància-gamma
La distribució variància-gamma, la distribució de Laplace generalitzada o la distribució de la funció Bessel és una distribució de probabilitat contínua que es defineix com la barreja variança-mitjana normal on la densitat de barreja és la distribució gamma. Les cues de la distribució disminueixen més lentament que la distribució normal, per tant, és adequada per modelar fenòmens on els valors numèricament grans són més probables que en el cas de la distribució normal. Són exemples els retorns d'actius financers i les velocitats del vent turbulent. La distribució es va introduir en la literatura financera per Madan i Seneta. Les distribucions variància-gamma formen una subclasse de les distribucions hiperbòliques generalitzades.
El fet que hi hagi una expressió simple per a la funció generadora de moments (FGM) implica que hi ha expressions simples per a tots els moments disponibles. La classe de distribucions variància-gamma es tanca sota convolució en el següent sentit: Si {\displaystyle X_{1}} i {\displaystyle X_{2}}són variables aleatòries independents que són distribucions variància-gamma amb els mateixos valors dels paràmetres {\displaystyle \alpha } i {\displaystyle \beta }, però possiblement valors diferents dels altres paràmetres, {\displaystyle \lambda _{1}}, {\displaystyle \mu _{1}} i {\displaystyle \lambda _{2},} {\displaystyle \mu _{2}}, respectivament, llavors {\displaystyle X_{1}+X_{2}}és una distribució variància-gamma amb paràmetres {\displaystyle \alpha }, {\displaystyle \beta }, {\displaystyle \lambda _{1}+\lambda _{2}} i {\displaystyle \mu _{1}+\mu _{2}}.
La distribució variància-gamma també es pot expressar en termes de tres paràmetres d'entrada (C, G, M) denotats per les inicials dels seus creadors. Si el paràmetre «C» (aquí {\displaystyle \lambda }) és enter, llavors la distribució té una forma tancada distribució 2-EPT (Vegeu funció de densitat de probabilitat 2-EPT). Sota aquesta forma de restricció tancada es poden derivar preus d'opcions.
Si {\displaystyle \alpha =1}, {\displaystyle \lambda =1} i {\displaystyle \beta =0}, la distribució es converteix en una distribució de Laplace amb paràmetre d'escala {\displaystyle b=1}. Sempre que {\displaystyle \lambda =1}, opcions alternatives d' {\displaystyle \alpha } i {\displaystyle \beta } produiran distribucions relacionades amb la distribució de Laplace, amb esbiaixada, escala i ubicació en funció dels altres paràmetres.